# Kati Kovács (album)
A Kati Kovács Kovács Kati negyedik nagylemeze, első NDK-beli albuma. 1974-ben jelent meg német nyelven.
A dalok zenéjét Koncz Tibor, Sipos Péter, szövegét Szenes Iván, S. Nagy István, Sztevanovity Dusán, Tardos Péter és Fred Gertz írta.
A Wind, komm, bring den Regen her c. dal 1972-ben Drezdában (NDK) nemzetközi fesztivált nyert, akárcsak magyar eredetije, az Add már, uram, az esőt! Magyarországon.

## Dalok
- A

1. Wind, komm, bring den Regen her /Add már, Uram az esőt/ (Tibor Koncz–Fred Gertz)
2. Ah, was habe ich getan? /Jaj, nem vigyáztam!/ (Tibor Koncz–Fred Gertz)
3. Ohne Liebe /Légy szerelmes/ (László Tolcsvay–Gisela Steineckert)
4. Viva la vida (Klaus Hugo–Bernhard Bohlke)
5. Wohin bist du gegangen? /Merre mentél tőlem/ (Tibor Koncz–Ingeburg Branoner)
6. Flügel mit zwei Beinen /Kétlábú zongora/ (Tibor Koncz–Wolfgang Brandenstein)

- B

1. Sehnsucht /Arcok a sötétben/ (Tibor Koncz–Fred Gertz)
2. Der Schaukeljunge /Hintáslegény/ (Tibor Koncz–Bernhard Bohlke)
3. Bis zum letzten Atemzug /Kifulladásig/(Tibor Koncz–Fred Gertz)
4. Weil du mir so fehlst (Klaus Hugo–Fred Gertz)
5. Komm und laß uns gehn /Menjünk világgá!/ (Tibor Koncz–Fred Gertz)
6. Dein Lächeln bleibt bei mir /A mosolyod itt marad/ (Péter Sipos–Fred Gertz)

## Közreműködők
- Kovács Kati – ének
- Hungária együttes
- Juventus együttes

## Kislemezek
- Wind, komm, bring Regen her
- Sehnsucht
- Komm und laß uns gehn